# Abbaye de Tongerlo
 (avril 2023).
L'abbaye de Tongerlo est un établissement monastique affilié à l'ordre des chanoines réguliers de Prémontré, situé sur la commune de Westerlo, dans la province d'Anvers, en Belgique.
L'abbaye est fondée en 1128 en l'honneur de la bienheureuse Vierge Marie par des Prémontrés venus de l'abbaye Saint-Michel d'Anvers. À l'origine, la fondation est mixte, mais l'abbaye de chanoinesses norbertines fondée en parallèle disparaîtra au XIIIe siècle.
L’abbaye s'est développée au travers de ses missions pastorales, même par temps de crise. Aux XVe et XVIe siècles, elle atteint un âge d’or, tant du point de vue de l'étendue de son domaine que de son engagement social, politique et culturel, ouvrant en particulier un collège norbertin auprès de l'université de Louvain en 1571.
Aux XVIIe et XVIIIe siècles, l'abbaye est troublée par la présence des calvinistes dans la région. Lors de la révolution brabançonne de 1789-1790, elle soutient financièrement le mouvement révolutionnaire, le retour des Autrichiens à Bruxelles lui étant préjudiciable. La fin de l'abbaye arrive en 1796 du fait des lois de sécularisation de la République Française.
L'abbaye reprend vie en 1840, après l'indépendance belge. Une nouvelle église néo-gothique, flanquée d'un cloître, est mise en chantier. La renaissance se manifeste d'autre part par la fondation d'un prieuré à Manchester, ainsi que par une mission au Congo belge. En 2017, une communauté de chanoines prémontrés occupe toujours l'abbaye.

## Géographie
L’abbaye de Tongerlo est une abbaye située à Westerlo, dans la section de Tongerlo précisément, en Belgique, dans la province d'Anvers. Historiquement, elle devint la plus importante abbaye prémontrée du duché de Brabant.
À partir du XVe siècle, l’abbaye est très active dans l’assainissement des marais et tourbières de la partie septentrionale du Brabant. L’agriculture en est intensifiée, des terres sauvages sont défrichées et les conditions de vie du peuple s’améliorent.

## Histoire

### Origine
L'abbaye de Tongerlo a été fondée en 1128 en l'honneur de la bienheureuse Vierge Marie, par Giselbert de Kasterlee, seigneur de Casterlé. Il offre des terres pour une fondation à un nouvel ordre religieux de chanoines réguliers, récemment fondé par Norbert de Xanten. Le groupe fondateur vient de l’abbaye Saint-Michel d'Anvers, elle-même fondée à peine quelques années auparavant (1124). La fondation est mixte, c’est-à-dire qu’une abbaye parallèle de chanoinesses norbertines est fondée. Celle-ci disparaîtra au XIIIe siècle. Giselbert de Kasterlee devient lui-même un frère convers dans la nouvelle communauté.

### Développement
L’abbaye se développe rapidement et jouit bientôt d’une excellente réputation aussi bien parmi les habitants de la région qui bénéficient des services pastoraux des prémontrés qu’auprès des autorités religieuses et civiles. Un grand nombre de paroisses des alentours sont confiées à l’abbaye. Elles sont 21 en 1263. Au plus fort de son rayonnement, 42 paroisses seront desservies par des chanoines de Tongerlo, y vivant en petits groupes de deux ou trois. Des dons de terres augmentent le patrimoine de l’abbaye. Des conflits éclatent parfois, ainsi avec les seigneurs de Wezemaal, en particulier Arnould II puis son fils.
Les chanoines sont proches de leurs fidèles, restant à leur poste même durant les périodes de crise (épidémies, guerres).

### Âge d’or
Aux XVe et XVIe siècles l’abbaye atteint un âge d’or. Elle possède de vastes domaines dans tout le Brabant avec une centaine de fermes, moulins, bois et maisons de rapport. Elle joue également un grand rôle social et politique dans le duché de Brabant. Des centaines de nécessiteux sont secourus par l’abbaye où l’on distribue du pain trois fois par semaine. L’abbaye est particulièrement active durant les périodes de famine. Ses ressources permettent également la construction ou la restauration d’églises et de très belles cures dans les paroisses dépendantes. Hommes de sciences et artistes sont encouragés.
L’abbaye ouvre un collège norbertin auprès de l’université de Louvain en 1571 avec laquelle des liens ont été créés ; d’éminents savants y sont formés. De nombreux professeurs de Louvain enseignent la théologie et l’écriture sainte à Tongerlo.

### XVII etXVIIIesiècles
La réorganisation des structures ecclésiastiques dans les Pays-Bas espagnols (en 1559), et en particulier la création du diocèse de Bois-le-Duc, font du tort à l’abbaye. En en recevant l’administration elle en porte tout le poids financier. En 1590, Tongerlo ‘rachète’ son indépendance en perdant une grande partie de ses domaines du Brabant septentrional.
De plus la période est trouble. Les calvinistes sont très présents dans la région. En 1629, les chanoines doivent se réfugier à Malines. L'église paroissiale se trouvait dans l'enceinte de l'abbaye, des gildes -encore existantes- furent fondées pour protéger le site et les moines.
En 1789, l’abbaye, qui possédait déjà une riche bibliothèque, sauve l’œuvre des Bollandistes d'Anvers, en rachetant leurs livres, manuscrits et imprimerie, mis en vente après la suppression de la Compagnie de Jésus (1773) et la confiscation de leurs biens. Le travail des bollandistes continue à l’abbaye de Tongerlo. Le 53e volume des Acta Sanctorum est publié à Tongerlo en 1794...
L'abbaye joue un rôle en vue lors de la révolution brabançonne de 1789 -1790. Elle soutient financièrement le mouvement révolutionnaire. Godfried Hermans, abbé de Tongerlo et "colonel, propriétaire de plusieurs régiments levés sur les terres de l'abbaye", y a même le statut d’aumônier en chef. La révolution échoue et les Autrichiens, de retour à Bruxelles, font payer cher à l’abbaye ce parti pris : des biens importants sont confisqués.

### Expulsion et suppression
La fin de l’abbaye arrive de façon brutale le 6 décembre 1796 sous le Directoire. Les chanoines - ils sont encore 125 à Tongerlo - sont expulsés par les lois de sécularisation de la République Française. Les biens de l’abbaye sont confisqués, la riche bibliothèque, les trésors religieux et artistiques étant vendus. Le domaine est démembré : l'église, les bâtiments et la ferme sont vendus séparément. Certains bâtiments, dont l’église, sont en outre démolis.

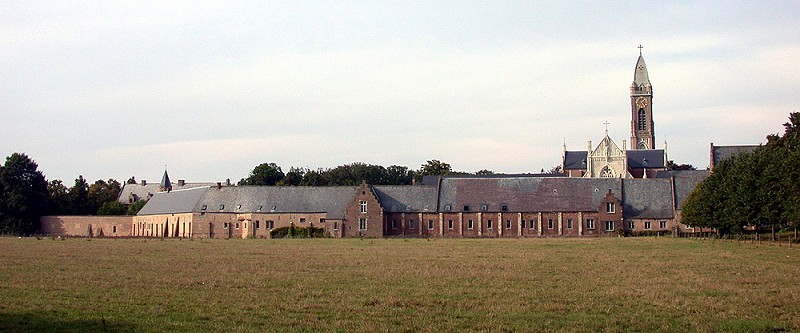
L'abbaye prémontrée de Tongerlo, à Westerlo (Belgique)

### Renaissance
À l'époque du royaume uni des Pays-Bas, au début du XIXe siècle, des chanoines prémontrés parviennent à racheter certaines parties du domaine de Tongerlo. Une communauté se forme en 1837, après l’indépendance belge, mais elle doit s’installer au château de Bossenstein, à Broechem.
Ce n’est qu’en 1840 que la communauté peut réintégrer Tongerlo. Ils sont 14 chanoines. Environ la moitié des bâtiments a pu être rachetée. Aussitôt, une nouvelle église, flanquée d’un cloître, est mise en chantier. C’est l’édifice néo-gothique que l’on voit aujourd’hui.
La renaissance est rapide et l’abbaye a une nouvelle vitalité, confirmée, sous l’abbatiat de Thomas-Louis Heylen, par un effort missionnaire sans précédent : un prieuré est fondé en 1889 à Manchester, en Angleterre. Mais surtout, en 1896, l’abbaye prend en charge la mission d’Uele (aujourd’hui diocèse de Buta) au Congo belge. Soixante ans plus tard, 75 chanoines prémontrés y sont actifs.
En 1929, de Namur, où il est devenu évêque, Mgr Heylen appelle ses anciens confrères de Tongerlo à venir prendre la succession des prémontrés français de Frigolet qui quittent l’abbaye de Leffe, près de Dinant, pour rentrer dans leur pays. Leffe reçoit une nouvelle vie. En 1949, une fondation est faite au Canada. Une autre, au Chili, en 1965.
Des travaux importants de restauration de l’église ont lieu de 1994 à 1999. Entièrement rénovée, ses lignes néo-gothiques sont agréablement mises en valeur.

## Aujourd’hui
Une communauté de 54 chanoines prémontrés, parmi lesquels un grand groupe de jeunes, continue la tradition de service pastoral dans les paroisses des environs et d’hospitalité dans l’abbaye. Le 3 juin 2002, la communauté a élu Jeroen De Cuyper comme père abbé de Tongerlo.
L’Œuvre de l’Enfant Jésus a son bureau dans l'abbaye et un atelier d’icônes y est actif.

## Personnalités liées à l’abbaye

### Abbés de Tongerlo
- Hubertus (1156-1187)
- 13. Jan van Berlaer (1216)
- Wouter Bac (1334-1366)
- 25. Jan Brief van Grave
- Jan Geerts (1400-1428)
- Theodoricus de Haren (1428-1440) ; doyen entre 1401 en 1424 ; également Dirk ou Dieric van Haren [2]

...
- Terry (1470)
- Jan van Kinschot (1471-1477)

...
- Werner van Halleer (1480-1487)
- Jan van Westenhoven (1487-1501)
- Pieter Mans van Westerhoven (1501-1504)

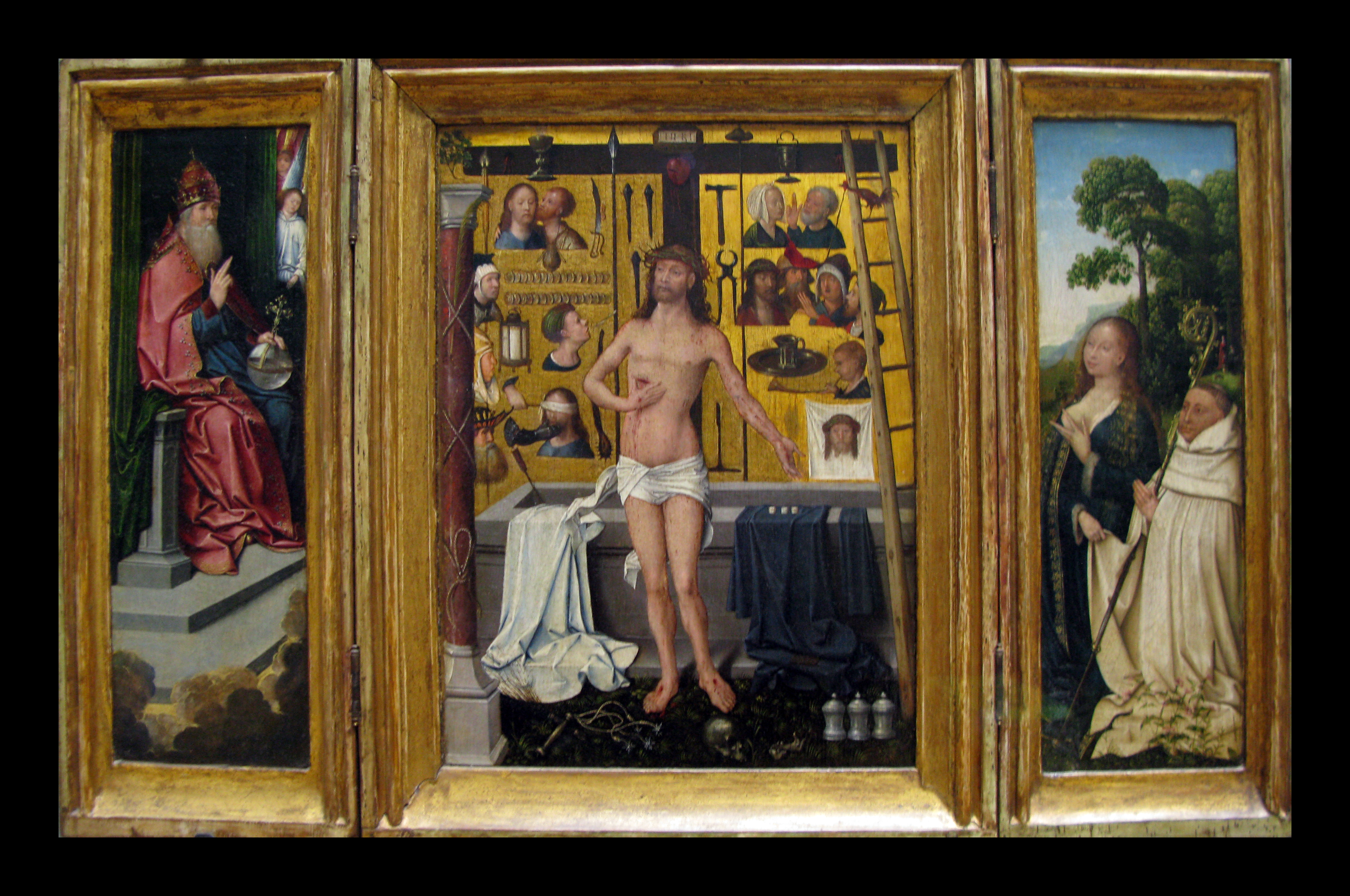
Triptyque de Goossen van der Weyden pour Antoine Tsgrooten

- Antoine Tsgrooten (1504-1530) -  avait commandé, en 1507, à Goswyn Van der Weyden, un triptyque d'oratoire dont le panneau central s'intitule: Homme de douleurs. Ce triptyque ou vision de la Messe de saint Grégoire se trouve au musée royal des beaux-arts d'Anvers[3],[4].
- 35. Arnoud Streyters (1530-1560), acheteur du tableau de la dernière Cène achevée par les élèves de Léonard de Vinci.
- 36. Jacobus Veltacker uit Diessen (1565-1583)
- 37. Franciscus Sonnius (1569-1570)
- 38. Laurentius Metsius (en) (1570-1580)
- 39. Clemens Crabeels (en) (1585-1590)
- 40. Nicolaas Mutsaerts (1592-1608)
- 41. Adriaan Stalpaerts (1608-1629)
- 42. Theodoor Verbraecken (1629-1644)
- 43. Augustinus Wichmans (en) (1644-1661)
- 44.
- 45. Albert Ursino (1663-1664)
- 46. Jakob Crils (1664-1695)
- 47. Gregorius Piera (1695-1723)
- 48. Joseph Peter Van der Achter (1723-1745)
- 49. Siardus Van den Nieuweneijnde
- 50. Godefroi Hermans (1780-1799)

...
- Arnold Van Putteghem
- Evermodus Backx (en) (1839-1867)
- Joannes Chrysostomus De Swert (1868-1887)
- Thomas Ludovicus Heylen (1887-1899), futur évêque de Namur
- 52. Cornelius (Fr. Adrianus) Deckers (1889-1915), directeur de l'Archiconfrérie de la Sainte Messe Réparatrice érigée canoniquement dans l'église abbatiale norbertine de Tongerloo.
- 57. Hugo Lamy (1915-1937)
- 58. Emiel Stalmans (nl) (1937-1953)
- 59. Joost Boel (nl) (1953-1981)
- 60. Hermenegild Noyens (1981-1993), abt-generaal (1996-2003)
- 61. Paul Meyfroot (1993-2002)
- 62. Jeroen De Cuyper (2002- )

### Autres personnalités
- Servaas Daems (1833-1903), prédicareur, poète et prosateur[5]
- Hugues Henri Lamy (1879-1949), docteur en sciences morales et historiques, père-abbé émérite de Tongerlo et de Leffe, et homme de lettres[6]
- Werenfried van Straaten (1913-2003), moine fondateur de l'œuvre Aide à l'Église en détresse.
- Rombaut de Dryver, sculpteur, qui a exécuté le tabernacle au XVIe siècle.

## Patrimoine et curiosités
- Le monumental portail du XVe siècle, auquel conduit une magnifique drève bordée de tilleuls tricentenaires, est la partie la plus ancienne de l’abbaye, conduisant jusqu'à la cour intérieure. Il est constitué d'un soubassement de style roman (XIVe siècle) et d'une superstructure de style gothique (XVIe siècle), qui fait apparaître la « fenêtre des pauvres », où le pain, les haricots et les petits pois étaient distribués ;

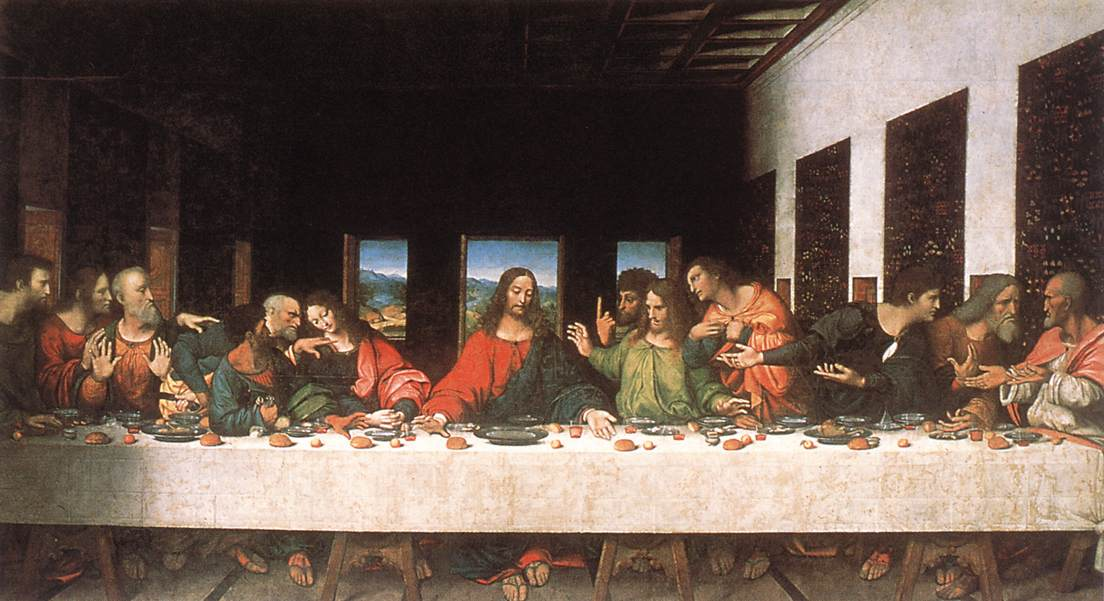
Copie, probablement par Andrea di Bartoli Solari, de La Dernière Cène de Leonardo da Vinci

- le palais épiscopal dans un style mélangé gothique-renaissance ;
- la tour espagnole de 1477 (qui sert d'image aux bouteilles de bière de l'abbaye) ;
- le palais abbatial date de 1728. De style classique, il est l’œuvre de l'architecte anversois Kerrickx (1682-1745). Il porte au centre des armoiries écartelées du père-abbé Joseph P. Van der Achter avec la fière devise « Festina lente » (Hâte-toi lentement), père-abbé entre les années 1723 et 1745 ; ces armes sont surmontées de deux crosses 'en sautoir', symbole d'une double dignité.
- l'église abbatiale de style néogothique (XXe siècle) fut conçue par l’architecte Paul Stoop à la suite de l'incendie de l'abbaye le 28 avril 1929 (un film de cet événement existe : on y voit les chanoines jeter les livres et les précieux parchemins de la bibliothèque par la fenêtre dans la cour du monastère avant l'incendie de l'église ancienne. On a sauvé la dernière Cène qui s'y trouvait à cette époque mais dans la grande précipitation la toile fut découpée et roulée dans le mauvais sens ; ce qui nécessita une profonde restauration de cette œuvre magistrale de huit mètres de long). Le Père Kallist  Fimmers, artiste et sculpteur de l'abbaye fit une affiche de grande beauté pour attirer l'attention sur la nécessité de recevoir des fonds pour la restauration des bâtiments incendiés. Avec le temps et ses passages fréquents à Frigolet, son style devient plus lumineux dans le style d'artistes présents dans le Midi de la France. À voir : ses vitraux réalisés pour le Torenhof, restaurant construit dans les années 1950 en dehors du site de l'abbaye ;
- la grange aux dîmes abrite un ensemble de souvenirs historiques de l'abbaye et une curieuse horloge ;
- d'autres parties notables : les édifices conventuels, l'escalier Louis XV du hall d'entrée, les cloîtres, le réfectoire, la salle capitulaire comprenant quelques grandes toiles d'Érasme Quellin, la sacristie et ses trésors, c'est-à-dire l'évangéliaire de 1543, la châsse gothique en argent ciselé et la croix processionnelle de 1613.

De plus, au sein de l'abbaye, un musée Da Vinci a été organisé autour d’une très rare copie d'époque du célèbre tableau La Dernière cène de Leonardo da Vinci. Cette toile vendue à Amboise a été achetée 450 florins carolus par le père-abbé Arnold Streyters en 1545. Peinte par des élèves de Leonardo il semblerait que la tête de Jésus et celle de l’apôtre Jean auraient été peintes par Leonardo lui-même. Une étude minutieuse de la toile, réalisée au musée du Cinquantenaire, a permis de mettre au jour certains détails disparus de la toile originale.
Enfin, une librairie et une brasserie fournissent des revenus à l’abbaye. La Tongerlo, une bière d'abbaye reconnue, est brassée par la brasserie Haacht.

## Pour compléter